# Oficina de Patrimonio Cultural de la Diputación de Barcelona
La Oficina de Patrimonio Cultural de la Diputación de Barcelona u OPC es un servicio del Área de Conocimiento y Nuevas Tecnologías de la Diputación de Barcelona especializado en la cooperación técnica con los ayuntamientos en la conservación y la promoción del patrimonio cultural. Dirige sus actuaciones a dar apoyo a las áreas, oficinas técnicas y servicios municipales responsables de la gestión del patrimonio cultural local y a los equipamientos culturales especializados -museos y archivos- dependientes.
Es heredera de la Sección Técnica de Museos, responsable de la coordinación de los museos propios de la Diputación, que en 1992 se reconvirtió en Sección Técnica de Patrimonio en respuesta a la necesidad de adaptarse a las nuevas concepciones del patrimonio, reorientando sus objetivos y especializando sus actuaciones. En 1996 recibió su denominación actual.
La OPC concibe el patrimonio como un servicio público y como un factor de desarrollo territorial a escala local y regional. Asimismo, fundamenta su actuación en los principios de acercamiento de la gestión al ciudadano y de sustitución de la competencia por la cooperación. Estructura sus actuaciones en tres programas: la Red de Museos Locales, la Red de Archivos Municipales y el Programa de estudios y proyectos del patrimonio cultural. Desde la oficina se gestiona también el patrimonio artístico mueble de la Diputación de Barcelona, dipositado en varios almacenes y dependencias corporativas.